# Caged Heat
Caged Heat, conocida en Hispanoamérica como La cárcel caliente, es una película estadounidense de 1974 dirigida por Jonathan Demme y producida por Roger Corman. Protagonizada por Juanita Brown, Roberta Collins, Erica Gavin, Ella Reid, Rainbeaux Smith y Barbara Steele, fue el debut como director de largometrajes de Demme.

## Sinopsis
Jacqueline Wilson (Erica Gavin) es declarada culpable de delitos relacionados con drogas ilegales y condenada a una prisión de mujeres. Ella y varias compañeras luchan contra la política represiva de la directora de la prisión (Barbara Steele), mientras intentan sobrevivir en medio de un encierro infernal.

## Reparto
- Erica Gavin es Jacqueline Wilson
- Juanita Brown es Maggie
- Roberta Collins es Belle Tyson
- Ella Reid es Pandora
- Rainbeaux Smith es Lavelle
- Warren Miller es Randolph
- Barbara Steele es McQueen
- Crystin Sinclaire es Alice
- Mickey Fox es Bernice
- Ann Stockdale es Bonnie
- Irene Stokes es Hazel